# Enrique Martín Monreal
Enrique Martín Monreal Lizarraga (Pamplona, 9 marzo 1956) è un allenatore di calcio ed ex calciatore spagnolo, di ruolo attaccante.